# Methode van Müller-Breslau
De methode van Müller-Breslau is een methode in de civiele techniek waarmee invloedslijnen bepaald kunnen worden. Volgens deze methode is de vorm van de invloedslijn van een bepaalde krachtsgrootheid (oplegreactie, buigend moment, etc.) gelijk aan de vorm van de verplaatste constructie wanneer op de plaats van die krachtsgrootheid een negatieve virtuele eenheidsverplaatsing wordt aangebracht.

## Procedure
De procedure is als volgt:
1. Verwijder de beperking die voorkomt dat de gekozen krachtsgrootheid arbeid kan verrichten. Voor het bepalen van een oplegreactie van een eenvoudige ligger op twee steunpunten betekent dit het weghalen van de oplegging, zodat de ligger vrij kan roteren om het andere steunpunt. Voor een moment betekent dit dat ter plaatse van dat moment een scharnier wordt aangebracht, zodat de beide delen van de ligger kunnen roteren op dat punt. Voor een dwarskracht dient een schuif te worden aangebracht op dat punt.
2. Neem aan dat de ligger oneindig stijf is, zodat de ligger recht blijft.
3. Breng een negatieve eenheidsverplaatsing aan op het gekozen punt. In het geval van een ligger op twee steunpunten betekent dat voor een oplegreactie een zakking van 1 eenheid. Voor een moment betekent het dat de hoeken waarmee de twee delen van de ligger roteren samen gelijk zijn aan 1 eenheid. Voor een dwarskracht betekent dit dat de verticale verplaatsing van beide delen bij elkaar opgeteld gelijk is aan 1 eenheid. Omdat de verplaatsing negatief is betekent dit dat aan de rechterkant een verplaatsing naar beneden, en aan de linkerkant een verplaatsing naar boven.

De methode is vernoemd naar Heinrich Müller-Breslau (1851-1925). 